# Geesje Mesdag-van Calcar

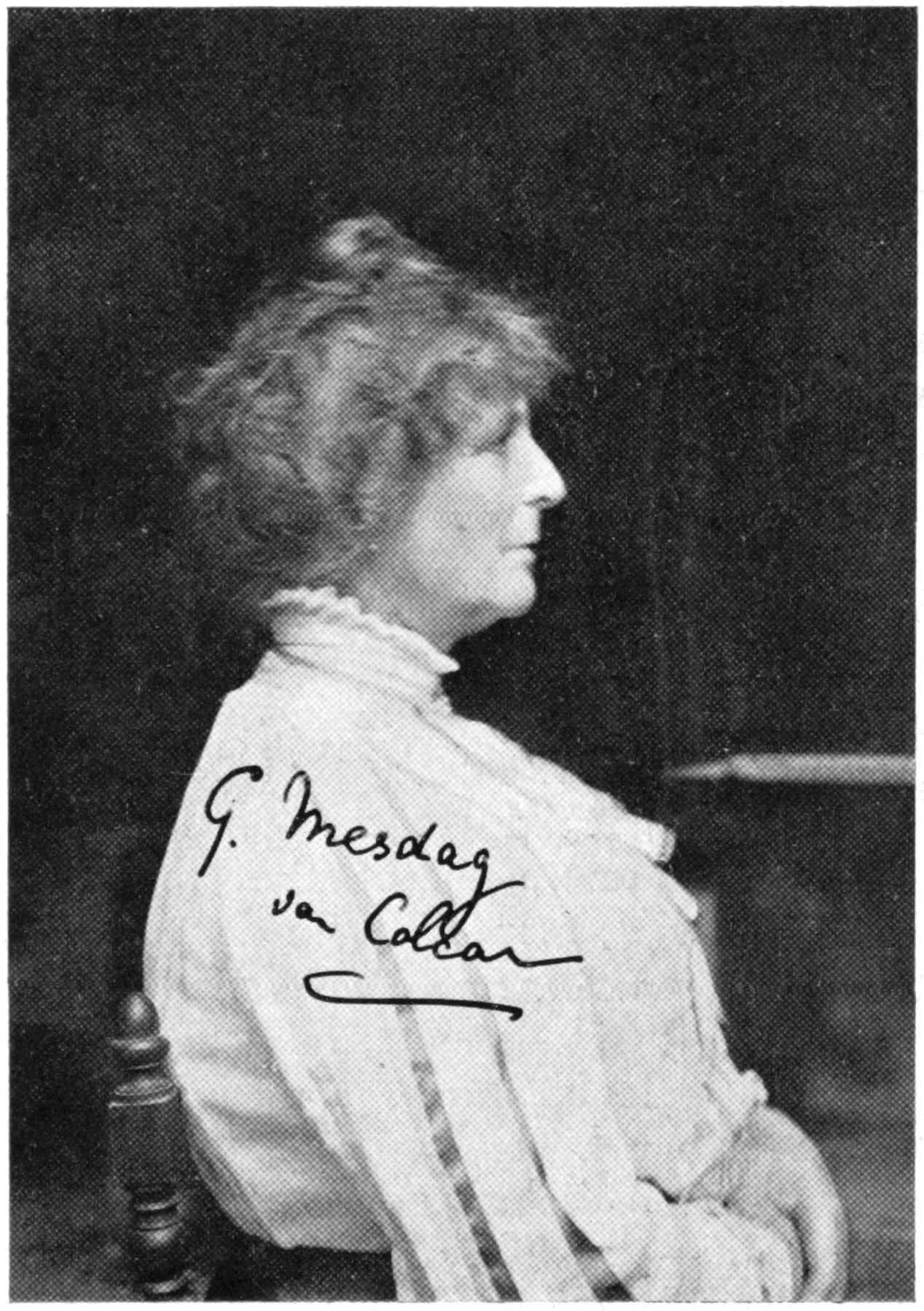
G. Mesdag-van Calcar, 1927

Geesje Mesdag-van Calcar (Hoogezand, 2 juli 1850 - Scheveningen, 12 april 1936) was een Nederlandse schilderes.

## Leven en werk
Geesje van Calcar volgde van 1878 tot 1882 de opleiding aan de Academie Minerva te Groningen. Vervolgens kreeg zij les van Paul Gabriël in Brussel. Zij trouwde in 1882 met de bankier en schilder Taco Mesdag. Zij vestigden zich in Den Haag. De Mesdags bezaten daarnaast in het Drentse Vries 'huize Rezzago', waar zij regelmatig in de zomer verbleven. Ook haar zwager en schoonzuster Hendrik Willem Mesdag en Sientje van Houten verbleven regelmatig in dit Drentse zomerverblijf. Mesdag-van Calcar schilderde behalve in Scheveningen en Drenthe ook in Noord-Brabant en in Kortenhoef. Daar liet ze in 1904 een atelier bouwen dat op palen boven het water van de plas stond.
Na het overlijden van haar man in 1902 schonk zij een omvangrijke schilderijencollectie aan het Groninger Museum. Tot deze collectie behoorden diverse werken van schilders van de Haagse School. Twee zalen van het museum werden door Van Calcar compleet ingericht. Later, toen de belangstelling voor deze periode in de schilderkunst begon te verflauwen, werd het meeste werk opgeslagen in depot.

## Afbeeldingen

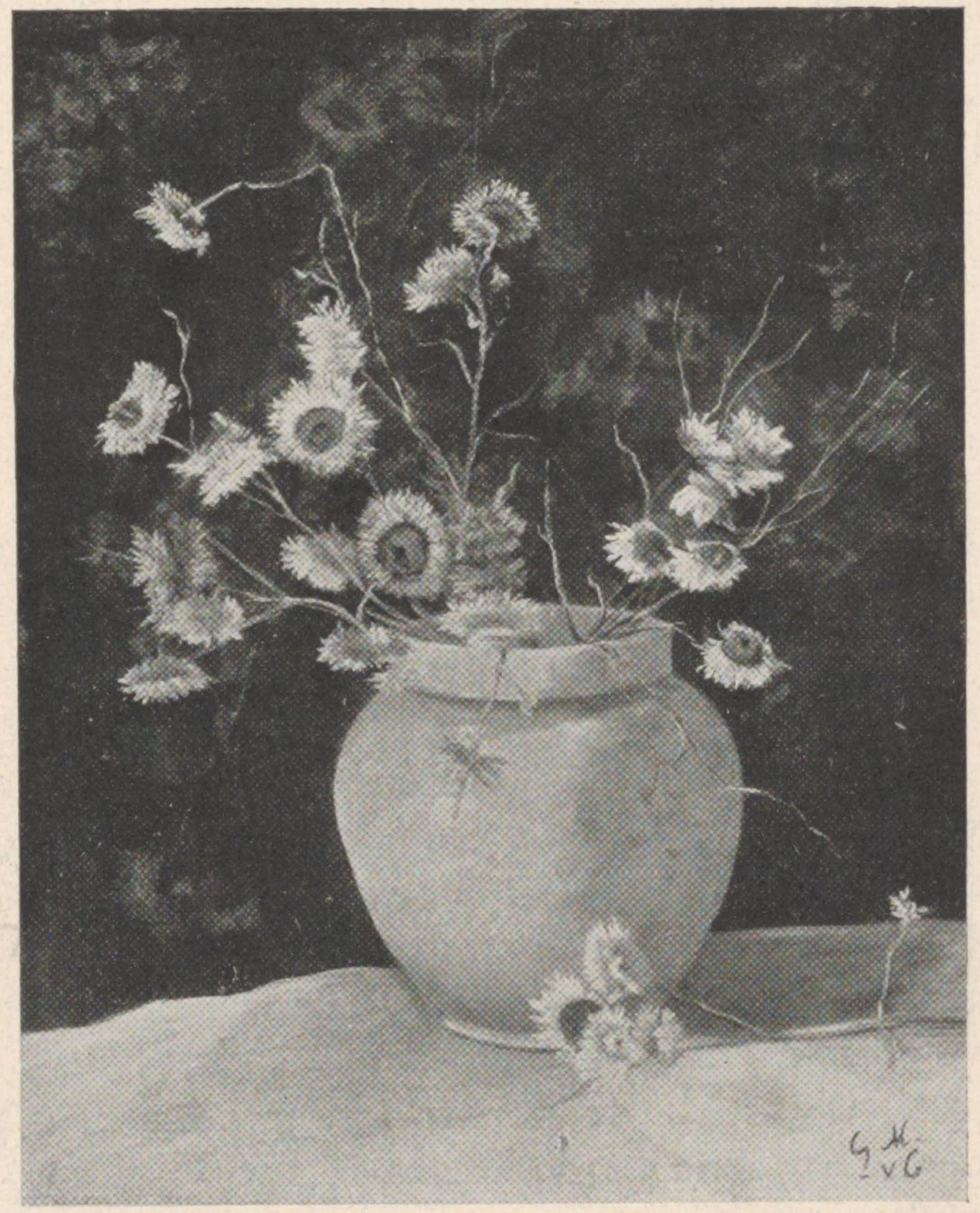
Bloemstilleven, ca. 1927
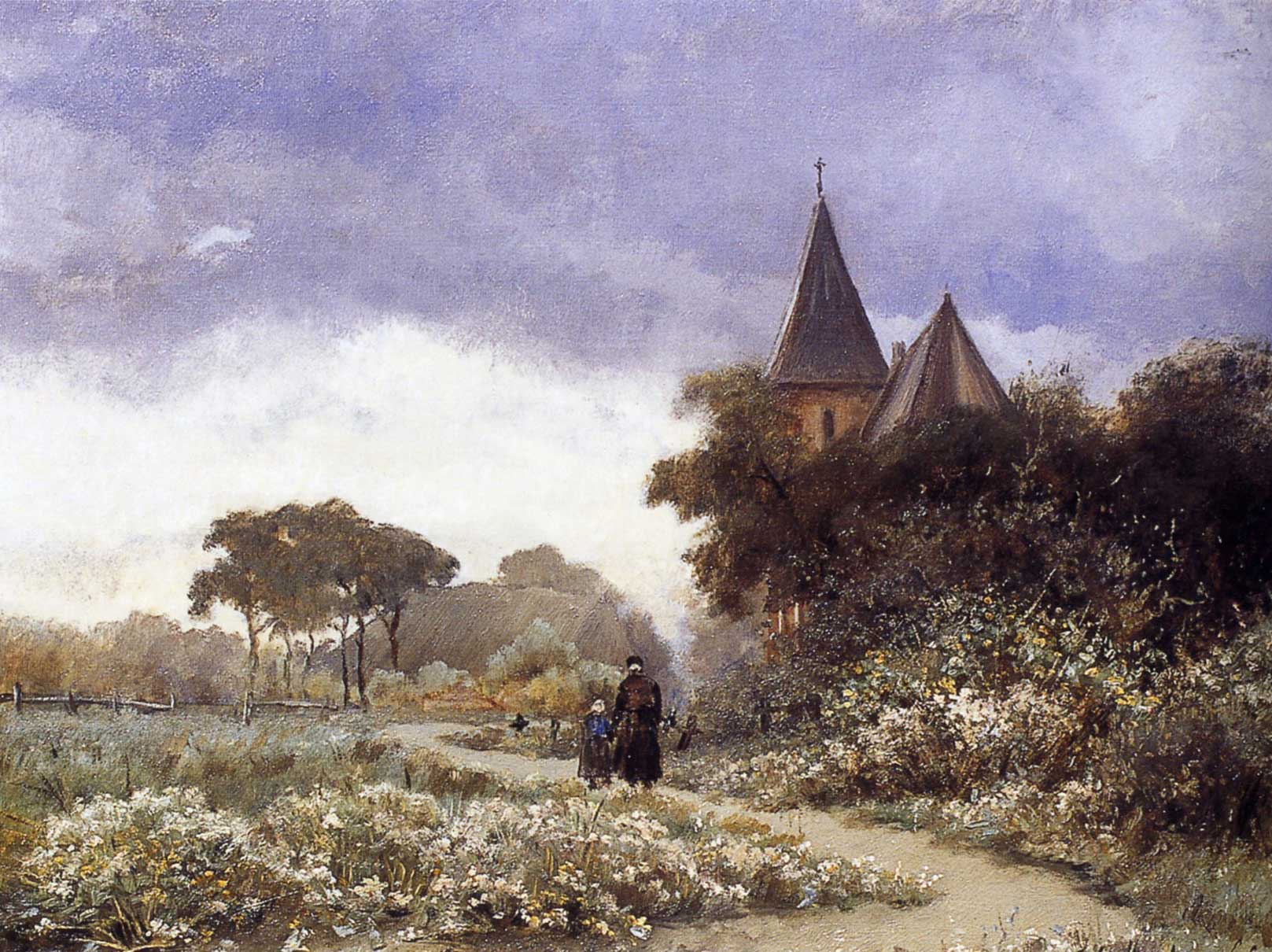
Zicht op Vries met Bonifatiuskerk
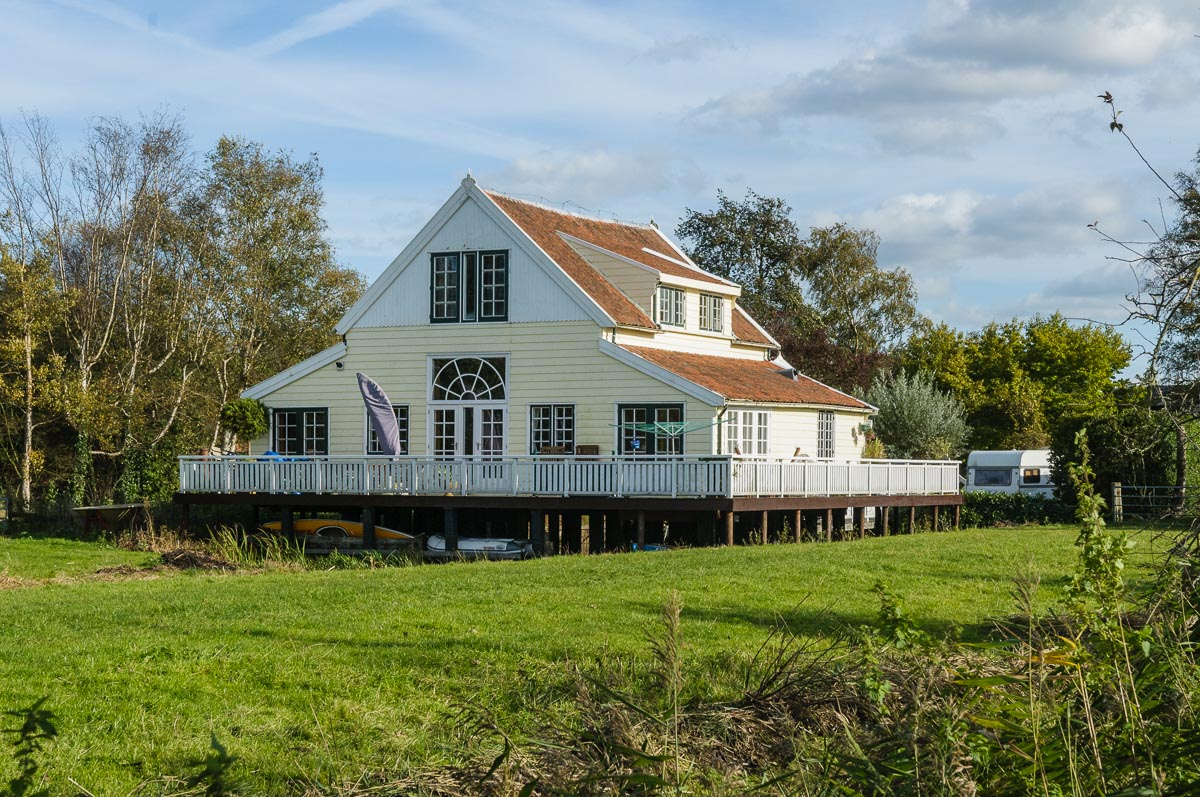
De Karekiet, het atelier van Mesdag-van Calcar in Kortenhoef

- Biografisch Portaal: 99363510
- Gemeinsame Normdatei: 130174610
- International Standard Name Identifier: 0000 0000 5375 6363
- Library of Congress Control Number: no2005112645
- Nederlandse Thesaurus van Auteursnamen: 071290702
- RKD-Nederlands Instituut voor Kunstgeschiedenis: 14759
- Système universitaire de documentation: 08721895X
- Union List of Artist Names: 500357830
- Virtual International Authority File: 23239553
- WorldCat: E39PBJdmqg96yf4434kctqQwmd